# Commerce en droiture

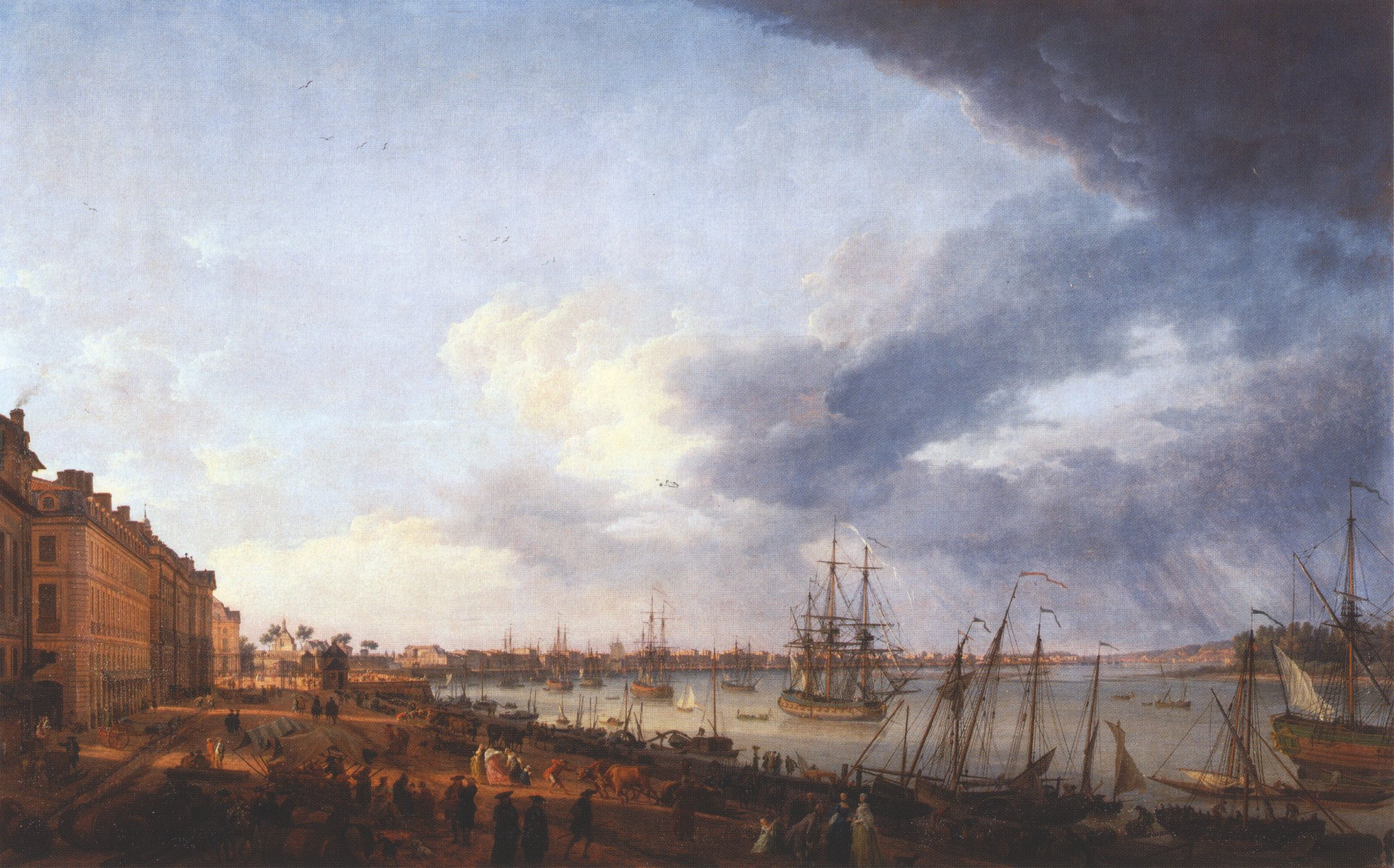
Le port de Bordeaux en 1758, par Joseph Vernet.

Le commerce en droiture désigne le commerce effectué par bateau en ligne directe entre l'Europe et ses colonies, sans passer par l'Afrique pour s'approvisionner en esclaves, comme dans le cas du commerce triangulaire.
Le commerce en droiture qui rapporte en Europe les denrées coloniales produites par les esclaves, est intrinsèquement lié au système esclavagiste dans son ensemble, dans la mesure où il contribue largement à l'augmentation des besoins en main-d’œuvre servile dans les plantations.

## Description
Contrairement au commerce triangulaire ou « circuiteux », fondé sur la traite des noirs, le commerce en droiture est beaucoup moins risqué. Les voyages sont plus courts : 6 à 8 mois, quand un voyage de traite durait 18 mois. Cela représente une immobilisation financière moindre et demande donc une mise de fonds moins importante. Le commerce en droiture évite aussi les risques de naufrage sur les côtes africaines, les révoltes d'esclaves, et un taux de mortalité plus élevé des équipages.